# Dłużek (województwo warmińsko-mazurskie)
Dłużek (niem. Dluszek) – wieś w Polsce położona w województwie warmińsko-mazurskim, w powiecie szczycieńskim, w gminie Jedwabno. Leży nad jeziorem o tej samej nazwie. Sąsiaduje z nim także pole namiotowe.
W latach 1975–1998 miejscowość administracyjnie należała do województwa olsztyńskiego.